# Dell Rapids
La ville américaine de Dell Rapids est située dans le comté de Minnehaha, dans l'État du Dakota du Sud. Elle comptait 3 633 habitants lors du recensement de 2010.
La ville est fondée en 1868 et devient une municipalité en 1871 sous le nom de Dell City. Elle adopte son nom actuel l'année suivante en référence aux gorges (dells) et aux rapides (rapids) de la Big Sioux, rappelant les Wisconsin Dells.
La municipalité s'étend sur 2,09 milles carrés (5,41 km2).

## Démographie
| 1880 | 1890 | 1900  | 1910  | 1920  | 1930  |
| ---- | ---- | ----- | ----- | ----- | ----- |
| 260  | 993  | 1 255 | 1 367 | 1 677 | 1 657 |

| 1940  | 1950  | 1960  | 1970  | 1980  | 1990  |
| ----- | ----- | ----- | ----- | ----- | ----- |
| 1 706 | 1 650 | 1 863 | 1 991 | 2 389 | 2 484 |

| 2000  | 2010  | - | - | - | - |
| ----- | ----- | - | - | - | - |
| 2 980 | 3 633 | - | - | - | - |